# Christoph Zürcher
Christoph M. Zürcher (* 3. Juni 1967 in Biel/Bienne) ist ein Schweizer Politikwissenschaftler und Professor an der Graduate School of Public and International Affairs der Universität Ottawa. Zuvor hatte er einen Lehrstuhl für Governance und empirische Konfliktforschung am Otto-Suhr-Institut für Politikwissenschaft an der Freien Universität Berlin inne. Er forscht zu Ursachen von Bürgerkriegen, Demokratisierungsprozessen in Nachkriegsgesellschaften, fragiler Staatlichkeit sowie zum Zusammenhang von Entwicklungshilfe und Stabilisierung in Nachkriegsgesellschaften.

## Leben
Christoph Zürcher begann im Oktober 1987 ein Studium der baltischen und slawischen Philologie und der Neusten Allgemeinen Geschichte an der Universität Bern. Nachdem er 1995 seine Promotion (Summa cum laude) abgeschlossen hatte, arbeitete er zunächst als wissenschaftlicher Mitarbeiter am Lehrstuhl für internationale Beziehungen der Fakultät für Verwaltungswissenschaften der Universität Konstanz und später am Osteuropa-Institut (OEI) der Freien Universität Berlin (FU Berlin).
Im Juli 2003 erfolgte seine Habilitation am Fachbereich Politik- und Sozialwissenschaften der FU Berlin. Sein Habilitationsprojekt Institutionen und organisierte Gewalt. Konflikt- und Stabilitätsdynamiken im (post)sowjetischen Kaukasus untersuchte die Entstehung bzw. Vermeidung organisierter Gewalt in Tschetschenien, Karabach, Georgien und Dagestan.
2003 wurde er auf die vom Stifterverband für die Deutsche Wissenschaft geförderte Forschungsdozentur „Conflict Research and Stability Export“ am Osteuropa-Institut der FU Berlin berufen.
Nach weiteren Lehr- und Forschungsaufenthalten in Aix-en-Provence, Stanford und Konstanz übernahm er im Sommer 2006 eine Professur für Governance und empirische Konfliktforschung am Otto-Suhr-Institut (OSI) der FU Berlin.
Im Oktober 2008 nahm er einen Ruf an die Universität Ottawa an.

## Forschungsschwerpunkte
- Sonderforschungsbereich 700 „Governance in Räumen begrenzter Staatlichkeit: Neue Formen des Regierens?“
- Demokratieförderung in Postkonfliktstaaten
- Interventionen

## Ausgewählte Publikationen

### Monografien
- Zuercher, C., (with A. Gunya and J. Koehler), Empiricheskie Isledovanyia Lokalnykh Konfliktov (Empirical Study of Local Conflicts), Moscow, Media Press, 2008.
- Zuercher, C., The Post-Soviet Wars: Rebellion, Ethnic Conflict and Nationhood in the Caucasus, New York University Press, 2007
- Zuercher, C., Institutionen und organisierte Gewalt. Konflikt- und Stabilitätsdynamiken im (post-)sowjetischen Raum, Habilitationsschrift, Fachbereich Politik- und Sozialwissenschaft der Freien Universität Berlin, Berlin, Shaker Verlag Online Publikationen, 2007.

### Herausgeberschaften
- Zuercher, C. (with T. Bonacker, M. Daxner and J.Free), Interventionskultur. Zur Soziologie von Interventionsgesellschaften (Culture of Interventions. A Sociology of Societies of Interventions), Wiesbaden, VS Verlag, 2010.
- Zuercher, C., and Koehler, J., Potentials of Dis/Order. Explaining Violence in the Caucasus and in the Former Yugoslavia, Manchester, Manchester University Press, 2003, 256 pp.
- Zuercher, C., "Democracy Promotion in Post-Conflict Societies. Special Issue of the Taiwan Journal of Democracy", Taiwan Journal of Democracy, (2), 2009.

### Buchkapitel
- Zuercher, C., (with Michael Barnett), "The Peace Builders Contract", Statebuilding after Civil War, ed. by R. Paris and T. Sisk, Routledge, 2009, pp. 23–53.
- Zuercher, C., (with Ulrich Schneckener), "Transnational Security Governance", Regieren ohne Staat, ed. by T. Risse and U. Lehmkuhl, Baden-Baden, Nomos, 2007, pp. 205–222.
- Zuercher, C., "Georgia’s Time of Troubles, 1989 – 1993", Statehood and Security: Georgia after the Rose Revolution, Bruno Coppieters and Bob Legvold, MIT Press, 2005, pp 83 – 117.
- Zuercher, C., Baev, P., Koehler J., "Civil Wars in the Caucasus", Understanding Civil War. Evidence and Analysis, Paul Collier and Nicholas Sambanis, The World Bank, 2005, Europa, Central Asia and Other Regions, Vol.2, pp 259 – 299.
- Zuercher, C., "Chechnya and Kosovo: Reflections in a distorting mirror", Mapping European Security after Kosovo, Peter van Ham and Sergei Medvedev, Manchester University Press, 2004, pp. 179–200.
- Zuercher, C., (with Jan Koehler), "Introduction", Potentials of Disorder. Explaining Violence in the Caucasus and in Central Asia, ed. by C. Zuercher and J.Koehler, Manchester, Manchester UP, 2003, pp. 1–22.
- Zuercher, C., (with Jan Koehler), "Institutions and the Organization of Violence", Potentials of Disorder. Explaining Violence in the Caucasus and in Central Asia, ed. by C. Zuercher and J.Koehler, Manchester, Manchester UP, 2003, pp. 219–241.
- Zuercher, C., (with Jan Koehler), "The art of losing the state. From weak empire to  nation-state in Nagorno-Karabakh", Potentials of Disorder. Explaining Violence in the Caucasus and in Central Asia, ed. by C. Zuercher and J.Koehler, Manchester, Manchester UP, 2003, pp. 145–174.
- Zuercher, C. (with N. Roehner and S. Riese), "External Strategies for Post-Conflict Democratization  –with a focus on Bosnia, Kosovo and Macedonia", OSCE Yearbook 2010, OSCE., (forthcoming)
- Zuercher, C., "Der verhandelte Frieden: Interaktion und die Interventionskultur", Interventionskultur. Zur Soziologie von Interventionsgesellschaften (Culture of Interventions. A Sociology of Societies of Interventions), ed. by T. Bonacker, J. Free and C. Zuercher, Wiesbaden, VS Verlag, 2010, pp. 19–29.
- Zuercher, C., "Die Bundeswehr in Afghanistan", Armee im Einsatz, ed. by Hans J. Giessmann and A. Wagner, Baden-Baden, Nomos, 2009, pp. 328–336.
- Zuercher, C., "When Governance meets Troubled States", Staatszerfall und Governance, M. Beisheim and G. F. Schuppert, Nomos, 2007, pp 11 – 28.
- Zuercher, C., "Einbettung - Entbettung: Empirische institutionenzentrierte Konfliktanalyse", Anthropologie der Konflikte, ed. by J. Eckert, Transcript Verlag, 2004, pp. 102 – 121.

### Aufsätze
- Zuercher, C., "Who Wants Democracy? Explaining Postwar Democratic Transitions", Journal of Democracy, 22(1), January 2011
- Zuercher, C., (with S. Radnitz and S. Wheatley), "The Origins of Social Capital: Evidence from a Survey of Post-Soviet Central Asia", Comparative Political Studies, (42), 2009, pp. 707–732.
- Zuercher, C., (with N. Roehner and S. Riese), "External Democracy Promotion in Post-Conflict Societies. A Comparative Analytical Framework", Taiwan Journal of Democracy, July 5(1), 2009, pp. 1–26.
- Zuercher, C., (with Jan Böhnke and Jan Koehler), "Evaluation von Entwicklungszusammenarbeit: Zur Stabilisierung in Post-Konflikt-Zonen", Zeitschrift für Evaluation, 8(2), 2009, pp. 215–235.
- Zuercher, C., (with N. Roehner and S. Riese), "External Democracy Promotion in Post-Conflict Societies. Evidence from Case Studies", Taiwan Journal of Democracy, July 5(1), 2009, pp. 241–259.
- Zuercher, C., (with J. Wheatley), "On the Origin and Consolidation of Hybrid Regimes. The Stae of Democracy in the Caucasus", Taiwan Journal of Democracy, 4(1), 2008, pp. 1–32.
- Zuercher, C. (with Jan Koehler), "Conflict and Narcotics in Afghanistan: The View from Below", International Peacekeeping, 14(1), 2007, 62–74.
- Zuercher, C., "Gewollte Schwäche", Internationale Politik, 60(13–24), 2005.
- Zuercher, C., (with Jan Koehler), "Der Staat und sein Schatten. Zur Institutionalisierung hybrider Staatlichkeit im Süd-Kaukasus", WeltTrends, 12 45, 2004, 84–96.
- Zuercher, C., (with Jan Böhnke, Cornelius Graubner and Jan Koehler), "Objektiv gemessene Wirkung", Entwicklung und Zusammenarbeit (E&Z), (3), pp. 108–111.
- Zuercher, C., Koehler J., "Conflict and the State of the State in the Caucasus and Central Asia: An Empirical Research Challenge", Berliner Osteuropa Info, (57–68), 2004.
- Zuercher, C., (with C. Graubner), "Dagestan: Stabilität trotz widriger Umstände", Ost-West Gegeninformation, 16(4), 2004, pp. 1–5.

### Berichte
- Zuercher, C. (with Jan Böhnke and Jan Koehler), Assessing the Impact of Development Aid in North East Afghanistan: Methods and Approach, German Federal Ministry for Development and Cooperation, 2010.
- Zuercher, C. (with Jan Böhnke and Jan Koehler), Assessing the Impact of Development Aid in North East Afghanistan 2005–2009. Final Report, German Federal Ministry for Development and Cooperation, 2010.
- Zuercher, C., Koehler J., Civic-Military Cooperation in Afghanistan. An evaluation of the Provincial Development Funds, Report prepared for the Federal Ministry of Defense, Berlin and Bonn, 2007.
- Zuercher, C. (with Jan Böhnke and Jan Koehler), Assessing the Impact of Development Aid in Conflict Zones, Report for the Federal Ministry for Development and Cooperation, Bonn, 2007.
- Zuercher, C., Koehler J., Conflict Processing and the Opium Poppy Economy, Report prepared for the PAL/GTZ, Jalalabad and Berlin, 2005.
- Zuercher, C., Analysis of Peace and Conflict Potential in Tajikistan, Report for the GTZ, Berlin, 2004.
- Zuercher, C., Koehler J., Fostering Tolerance in Rural Areas of Tajikistan, Report for the GTZ, Berlin, 2003.

### Arbeitspapiere
- Zuercher, C. (with Jan Koehler), (2007), Assessing the Contribution of International Actors in Afghanistan. Results from a Representative Survey, SFB-Governance Working Paper Series, 7.
- Zuercher, C., (2006), Is More Better? Evaluating Extenal-Led State Building After 1989, CDDRL Working Papers, Stanford.